# Giswil
Giswil – miejscowość i gmina w środkowej Szwajcarii, w kantonie Obwalden. Leży nad jeziorem Sarnersee.

## Demografia
W Giswil mieszka 3 796 osób. W 2021 roku 11,3% populacji gminy stanowiły osoby urodzone poza Szwajcarią. 

## Transport
Przez teren gminy przebiegają autostrada A8 oraz droga główna nr 4. 